# Адвокатура
Адвокату́ра (від лат. advocates — прикликаний) — професіональна спільнота осіб, що отримали статус адвоката і зайнялись адвокатською діяльністю.
Адвокатура є важливим правовим інститутом розвинених держав, що стоїть на варті прав і свобод громадян та їх об'єднань. Це також складна соціальна система, яку складають усі адвокати окремої держави.
Устрій адвокатури, її публічно-правовий статус в кожній країні має свої особливості. У деяких країнах діють декілька адвокатських корпорацій. У європейській правовій культурі загальноприйнятим є надання правової допомоги професійним адвокатом. У такому розумінні, адвокат виступає під різними назвами цієї професії: правозахисник (нім. Rechtsanwalt) в Німеччині, адвокат в Росії, Україні, (фр. Avocat) у Франції, (італ. Avvocato) в Італії. У деяких державах функції адвоката виконують представники двох професій. Наприклад, в Великій Британії — баррістер (англ. Barrister) та солісітор (англ. Solicitor), в Польщі — адвокат (пол. Adwokat) та правовий радник (пол. Radca Prawny).

## Історія адвокатури
Історичні джерела засвідчують, що паростки адвокатури виникли ще у древніх народів, коли у племенах або між ними виникали суперечки і їх врегулювання потребувало від вождя племені виконання функцій, подібних до правосуддя. Знаходилися радники вождя, котрі інформували його про суть конфлікту, надавали йому поради щодо врегулювання ситуації, прийняття рішення. Одночасно з'явилась і потреба у захисті, який здійснювали батьки або друзі, так звана родинна адвокатура. Під час розгляду суперечки збиралися родичі, сусіди, знайомі, які висловлювали свою думку на користь кожного з супротивників, або радили, яка зі сторін є пра́вою, допомагали звернутися до вождя тим, хто був невдоволений прийнятим ним рішенням, виголошували промови на захист певної особи. Тобто вже тоді вирізнялися люди, які захищали чиїсь, а не свої, інтереси.
Особи, які професійно займалися правозахистом, з'явилися значно пізніше, коли звичаєве право замінювалося писаними законами.
В літературі обстоювалася думка, що адвокатура існувала в усі часи і у всіх народів, їй надавали божественне походження, стверджувалося, що швидше за все адвокатура виникла ще тоді, як тільки люди вперше засвоїли форми громадянського устрою. Припускалося, що адвокатура народилася разом з першим судовим процесом, де перед першим суддею виступив і перший адвокат. У стародавніх країнах правосуддя здійснювалося із застосуванням принципів усності, гласності, змагальності (наприклад, у Стародавній Індії) або, навпаки, процес був письмовий і таємний (наприклад, у Стародавньому Єгипті). У стародавніх юдеїв, де суд був змагальним і гласним, підсудні мали право на захист, який здійснювати могла кожна людина, а згодом цю функцію виконували кандидати на суддівську посаду, на участь яких не бралася згода особи, яку вони захищали.
Початок судового красномовства в Греції віднесено до часів Солона (640—559 рр. до н. е.), афінського архонта (найвища посадова особа у Стародавній Греції), якого вважали одним із семи видатних грецьких мудреців. Він запровадив обов'язок кожного захищати свою справу в суді особисто, ніякі заміни не допускалися. Однак у багатьох випадках дотримання закону Солона було неможливим і тоді це правило дозволялося порушувати й допускати представництво та заміну однієї особи іншою, наприклад, осіб, що не володіли достатньо словом, дітей, жінок, а також у разі захисту громадських інтересів. Звертатися до ритора (оратор в Стародавній Греції та Римі) або до софіста (професійного оратора, вчителя красномовства), яким сплачувався гонорар, що залишався у секреті, дозволялося суддями у виключних випадках, коли особа не володіла мовою.
Досить часто промови для обох сторін писали логографи — особи, які складали судові промови (в Афінах з кінця V ст. до н. е.) від імені клієнта, з урахуванням його характеру, освіченості, інших його рис, для його особистого (як сторони) виступу на суді. Логографи виконували роль помічників, суфлерів, котрі найчастіше були поряд з клієнтом, щоб за необхідності йому підказати, виправити його помилку. Нерідко клієнт після викладення обставин своєї справи просив заслухати ще й оратора, котрим найчастіше й був логограф. Відомим є факт, що до цієї діяльності вдався й Демосфен, який розпочав свою кар'єру писанням логографій. Він, зокрема, писав промови для осіб, які захищали самостійно свої інтереси в суді, написані ним промови виголошували ті, хто не володів мовою.
Адвокатура в Греції була переважно пов'язана з ораторським мистецтвом, що на той час було розвинуте принаймні більше ніж право. Таким чином красномовство, в умовах усного і гласного судочинства перед живою аудиторією, замінювало недостатність юридичних знань. Більш обізнаними у законодавстві були юрисконсульти, котрі складали правові документи, але особисто не виступали на суді; вони лише супроводжували ораторів на суд і повідомляли їм необхідні юридичні відомості. Підготовка до адвокатської професії зосереджувалась саме на занятті ораторським мистецтвом, яке було на першому місці, а не на вивченні законодавства. Аристотель наголошував: «Соромно не вміти захищатися словом». Погано говорити майже напевне означало програти справу.
Цицерон стверджував, що ораторське мистецтво розвивалось виключно в Афінах. Визнавалося, що саме в Афінах були всі необхідні умови для появи адвокатури: демократичний устрій республіки, розвинуте громадське життя, процвітання ораторського мистецтва, усність та публічність провадження перед судом, який складався з народу, принцип змагальності.
Виникнення і становлення адвокатури в Стародавньому Римі пов'язано з відповідними реформами, які спричинили появу адвокатської професії. Впродовж перших п'яти століть у Римі не було потреби у судовому красномовстві, оскільки діяв судовий патронат патриціїв, привілеєм яких було знання законів і процесу, і котрі вели справи своїх клієнтів без будь-якої винагороди.
З посиленням Риму, централізацією правосуддя значно збільшувалася кількість гучних судових процесів, де захист, як і обвинувачення, були незалежні, бо кожен мав право виступати як обвинувач у кримінальному суді. Кримінальний процес здійснювався перед усім народом — на площі, де розглядалися звинувачення у вимаганнях, насильстві, зрадах тощо. Отже, адвокати звертали своє слово до величезної кількості присутніх і мали робити це витончено, орієнтуючись на натовп, створюючи певний настрій, застосовуючи риторичні прийоми впливу на тих, хто прийшов на площу висловити своє ставлення до справи, що розглядалася. Зовнішній «красивості» промови приділялася величезна увага, кожен жест, гра голосу, наголос, емоційність спрямовувалися на те, щоб сподобатися натовпу, переконати його, викликати підтримку.
Більшість адвокатів у Римі займалися виключно веденням судових справ. Адвокатом міг бути кожен, юридичних знань не вимагалося, бо це було прерогативою юрисконсультів — особливих повірених, які складали подання, записки з питань права, але котрі не виступали особисто на підтримку своєї думки в суді. Таким чином, професія адвоката була широко доступною для усіх, хто мав намір досягти популярності, здобути славу громадського діяча.
Адвокатський гонорар (гроші, подарунки) був заборонений у Римі (lex Cincia de donationibus). Однак нагорода вимірювалася іншим — визнанням, відомістю, громадськими посадами; багато хто з адвокатів досягав високих громадських посад, продовжуючи адвокатську діяльність.
Основу адвокатської професії в Римі становило вміння адвокатів складати і проголошувати судові промови, отже, на перший план висувалося мистецтво «судоговоріння», якому постійно навчалися, пристосовуючи мову для кожного конкретного випадку, не покладаючись на імпровізацію.
З початком занепаду судового красномовства збігається розвиток римського права, що суттєво вплинуло на адвокатську професію, оскільки гостро виникла необхідність відмовитися від красивих, але часто беззмістовних промов і глибоко оволодіти юридичними знаннями. Ораторське мистецтво поступово втратило свою важливість, а промови адвокатів ставали більш конкретними, побудованими не на театральності й ораторських прийомах, а на застосуванні права. Адвокатура віднайшла організаційні форми своєї діяльності.

## Роль адвокатури в суспільстві
У цивілізованих демократичних державах невід'ємним фактором правової системи й основним недержавним інститутом захисту особистості, її прав і свобод є адвокатура.
В міжнародному праві роль адвокатури закріплена в:
- Статут Організації Об'єднаних Націй підтверджує право людей усього світу на створення умов, за яких законність буде дотримуватися, і проголошує як одну з цілей досягнення співробітництва у створенні і підтримці поваги до прав людини і основних свобод без поділу за ознаками раси, статі, мови і релігії.
- Загальна декларація прав людини утверджує принципи рівності перед законом, презумпцію невинуватості, право на неупереджений і відкритий розгляд справи незалежним і справедливим судом, а також усі гарантії, необхідні для захисту будь-якої особи, звинуваченої у вчиненні караного діяння.
- Міжнародний Пакт про громадянські та політичні права [Архівовано 1 липня 2012 у Wayback Machine.] додатково проголошує право бути вислуханим без тяганини та право на неупереджене і відкрите слухання справи компетентним, незалежним і справедливим судом, передбаченим законом.
- Міжнародний Пакт про економічні, соціальні і культурні права [Архівовано 28 листопада 2012 у Wayback Machine.] нагадує про обов'язок держав відповідно до Статуту ООН сприяти загальній повазі і дотриманню прав людини і свобод.
- Звід принципів для захисту усіх осіб, затриманих або перебувають в умовах тюремного ув'язнення [Архівовано 28 червня 2012 у Wayback Machine.], передбачає, що кожній затриманій особі має бути надано право на допомогу, консультацію з адвокатом і можливість спілкуватися з ним.
- Стандартні мінімальні правила утримання ув'язнених [Архівовано 9 жовтня 2018 у Wayback Machine.] рекомендують, зокрема, щоб юридична допомога і конфіденційність у процесі її здійснення були гарантовані для осіб, які перебувають в ув'язненні.
- Гарантії, що забезпечують захист осіб, яким загрожує смертна кара, підтверджують право кожного, кому пред'явлено або може бути пред'явлено звинувачення, яке тягне за собою як міру покарання смертну кару, одержувати необхідну юридичну допомогу на всіх стадіях розслідування і розгляду справи відповідно до статті 14 Міжнародної Конвенції про Громадянські та політичні права.
- Декларація про основні принципи юстиції для жертв злочину й перевищення влади [Архівовано 31 липня 2012 у Wayback Machine.] рекомендує вжиття заходів на міжнародному та національному рівні для поліпшення доступу до правосуддя й справедливого ставлення, відшкодування шкоди, компенсації та допомоги для жертв злочину.

Основні положення про роль адвокатів, прийняті восьмим Конгресом ООН з попередження злочинів у серпні 1990 р. в Нью-Йорку, проголошують такі принципи щодо адвокатів, а також щодо осіб, які здійснюють адвокатські функції без одержання формального статусу адвоката:
- Уряди повинні гарантувати ефективну процедуру і працюючий механізм для реального і рівного доступу до адвокатів усіх осіб, що проживають на його території і підлеглих його юрисдикції;
- Уряди, професійні асоціації адвокатів та навчальні інститути мають забезпечити, щоб адвокати здобули відповідну освіту, підготовку і знання як ідеалів та етичних обов'язків адвокатів, так і прав людини та основних свобод, визнаних національним і міжнародним правом;
- Адвокатам має бути надано право формувати самоврядні асоціації для представництва їх інтересів, постійного навчання і перепідготовки та підтримання їх професійного рівня. Виконавчі органи професійних асоціацій обираються їх членами і здійснюють свої функції без зовнішнього втручання;
- Професійні асоціації мають кооперуватися з урядами для забезпечення права кожного на рівний та ефективний доступ і до юридичної допомоги, щоб адвокати були здатні «без недоречного втручання зі сторони» давати поради і допомагати своїм клієнтам відповідно до закону і визнаних професійних стандартів та правил етики[3].

## Завдання адвокатури
На адвокатуру покладається:
1. консультування і надання роз'яснень з правових питань;
2. представництво в судах та інших державних органах у цивільних, господарських та адміністративних справах;
3. складання документів правового характеру;
4. захист особи від кримінального обвинувачення на всіх стадіях процесу;
5. надання правової допомоги об'єднанням громадян;
6. розповсюдження і пропаганда законності та правопорядку.

## Адвокатура в Польщі
У Польщі традиційно склалося, що правову допомогу надають дві юридичні професії, кожна у певному обсязі. Це професії адвоката та правового радника. Окрім представників цих юридичних професій, юридичну допомогу у дещо обмеженому обсязі можуть надавати особи з вищою юридичною освітою (суб'єкти господарської діяльності), а також закордонні юристи.
Професії адвоката і правового радника були закріплені законами, відповідно: Закон право про адвокатуру від 26 травня 1982 р., а також Закон про правових радників від 6 липня 1982 р. Обидві ці професії створено згідно з принципами професійного самоврядування. Устрій органів професійного самоврядування адвокатів та правових радників дуже схожий. Схожими є також передумови доступу до обох цих професій, професійна етика й основи дисциплінарної відповідальності. Основною різницею є обсяг правової допомоги, що надається адвокатами і правовими радниками. Адвокат може надавати щодо засади усі види правової допомоги. Обсяг правової допомоги, що її надає правовий радник, був від самого початку утворення цієї професії обмежений, хоча поступово відбувалося його розширення. На сьогоднішній день правового радника, порівняно з професією адвоката, обмежує лише те, що він не може виступати як захисник у кримінальній справі.
Сучасний устрій адвокатського самоврядування, на який пізніше рівнялась також професійна корпорація правових радників, свої підстави черпає ще з устрою адвокатури міжвоєнного періоду. Основні ідеї устрою адвокатури і доступу до професії адвоката, що збереглися й донині, містилися ще в Декреті Начальника Держави від 24 грудня 1918 р. У справі тимчасового статуту Палестри (адвокатури) Польської Держави.
Згідно з положеннями чинного законодавства, устрій адвокатського самоврядування має такий вигляд. Загальнонаціональним органом адвокатури є:
- Крайовий З'їзд Адвокатури (орган, що вибирає інші загальнонаціональні органи);
- Вища Адвокатська Рада (представницький праводавчий і виконавчо-контрольний орган);
- Вищий Дисциплінарний Суд (вищий орган дисциплінарної юрисдикції адвокатів);
- Вища Ревізійна Комісія (орган що здійснює контроль фінансової та господарської діяльності Вищої Адвокатської Ради).

Територіальною одиницею адвокатського самоврядування є палата адвокатів. Палату адвокатів складають адвокати та адвокатські апліканти (помічники адвокатів), що здійснюють діяльність на території округу палати, територіальний радіус дії якої визначає Вища Адвокатська Рада, виходячи, передусім, з територіального розподілу судової адміністрації. На практиці це виглядає так, що палати адвокатів охоплюють територію, як правило, відповідну до округів апеляційних судів. Органи палати: збори палати, що складаються з професійно активних адвокатів а також представників інших адвокатів; окружна адвокатська рада (виконавчий орган колегії); дисциплінарний суд (суд першої інстанції у дисциплінарних справах адвокатів), ревізійна комісія (орган що здійснює контроль фінансової та господарської діяльності окружної адвокатської ради).
Як вже було сказано, устрій органів самоврядування правових радників дуже схожий на устрій адвокатської професійної корпорації. Відповідно, функції загальнонаціональних органів самоврядування виконують: Крайовий З'їзд Правових Радників, Крайова Рада Правових Радників, Вища Ревізійна Комісія та Вищий Дисциплінарний Суд. Територіальною одиницею самоврядування правових радників є окружна палата правових радників. Відповідно, її органами є: збори окружної палати правових радників, рада окружної колегії правових радників, окружна ревізійна комісія й окружний дисциплінарний суд.
Членами органів самоврядування адвокатів та правових радників можуть бути, відповідно, тільки адвокати або тільки правові радники.
Доступ до обох названих юридичних професій традиційно залежить від виконання кандидатом таких передумов:
- бездоганність характеру й доведення своєю попередньою поведінкою запевнення щодо дальшого правильного виконання професії,
- повне володіння публічними правами, а також повна дієздатність,
- наявність вищої юридичної освіти, здобутої в Польщі, й професійного титулу магістра або вищої юридичної освіти, здобутою за кордоном та визнаної на території Польщі,
- проходження у Польщі аплікації (відповідно — адвокатської або правових радників) і здача іспиту (відповідно — адвокатського або правового радника).

## Адвокатура та правова допомога в Європейському Союзі: загальні положення
Національні правові системи країн-членів Європейського Союзу передбачають надання правової допомоги адвокатами в широкому розумінні цього слова, тобто, особами, що мають юридичну освіту, юридичний стаж, здали відповідний екзамен та здобули право надання правової допомоги. Усі ці вимоги, щодо адвоката (особи наділеної правом надання правової допомоги) встановлюються положеннями внутрішнього права окремих країн-членів ЄС і, відповідно, мають певні відмінності між собою. Крім того, до моменту введення відповідних положень законодавства ЄС в цій сфері, положення законодавства в окремих державах приналежних до Європейських Спільнот не передбачали визнання повноважень адвокатів, яких вони набули в іншій державі. Застосування на практиці таких основоположних засад, на яких ґрунтується вся система ЄС, як — свобода руху осіб та свобода надання послуг, сприяло виникненню відповідних врегулювань в сфері свободи надання правової допомоги. Це два основні акти:
1. Директива Європейського Економічного Союзу № 77/249 [Архівовано 6 листопада 2012 у Wayback Machine.](англ.) від 22 березня 1977 р. у справі полегшення ефективного використання адвокатами свободи надання послуг;
2. Директива Європарламенту та Ради № 98/5/WE [Архівовано 1 квітня 2012 у Wayback Machine.](англ.) від 16 лютого 1998 р. Про полегшення виконання професії адвоката на постійній основі в державі ЄС іншій, ніж та, в якій отримано кваліфікацію.

В розумінні обох цих директив, поняття «адвокат» включає в себе кожну особу, яка наділена правом здійснення професійної діяльності використовуючи при цьому звання, присвоєне їй в одній з держав ЄС. Наприклад: у Бельгії, Франції фр. Avocat, в Німеччині нім. Rechtsanwalt, у Греції грец. Δικηγόρος, в Іспанії ісп. Abogado, в Італії італ. Avvocato тощо.
Основним завданням Директив є створення можливості надання адвокатами правової допомоги на території іншої держави-члена ЄС, ніж та, в якій отримано професійне звання (країна походження).
Директиви передбачають дві можливості реалізації права адвоката на надання правової допомоги в інших державах ЄС, як країна походження:
- надання правової допомоги в іншій країні ЄС на підставі професійного звання, отриманого в країні походження.
- інтеграція з адвокатурою приймаючої країни.

Директива № 77/249 стосується лише цього першого випадку. Натомість, Директива № 98/5/WE більш повно регулює першу та другу можливості. Якщо зі змісту Директиви № 77/249 виникає, що її авторам радше йшлося про створення можливості надання адвокатами спорадичних правових послуг, то, як задекларовано в статті 1 Директиви № 98/5/WE її метою є спрощення здійснення професії адвоката на постійній основі, будучи само-працевлаштованим у державі ЄС іншій, ніж та, в якій отримано професійну кваліфікацію.
Перший варіант, який містять Директиви передбачає, що адвокат може надавати правову допомогу на території іншої держави ЄС на підставі професійного звання отримано в країні походження. У цьому випадку, адвокат зобов'язаний користуватись виключно професійним званням, яке він отримав в країні походження у вираженні державною мовою країни походження у чіткий спосіб, з метою уникнення переплутання його з званням адвоката, що існує в приймаючій країні. При цьому варіанті, адвокат може надавати спорадичні правові послуги, або здійснювати практику на постійній основі.
Стаття 5 Директиви 98/5/WE передбачає, що адвокат, який здійснює практику на основі звання отриманого в країні походження, здійснює ту ж саму професійну діяльність, що й адвокат, який практикує на підставі професійного звання присвоєного в приймаючій країні і, зокрема, може надавати юридичні консультації із права країни походження, права ЄС, міжнародного права а також права приймаючої країни. Цей принцип містить також і деякі винятки: директиви категорично і однозначно не надають адвокатам права виступати перед кожним судом в ЄС, однак, відносять вирішення цього питання до компетенції національного права окремих країн ЄС.
Так, Директива 77/249 (стаття 5) так само, з рештою, як і Директива 98/5/WE (стаття 5) передбачає можливість для приймаючої країни встановлювати для адвоката з іншої країни ЄС вимогу співпраці адвокатом, який отримав повноваження в цій країні. Також приймаюча країна наділена правом встановлювати обмеження стосовно можливості адвоката з іншої країни ЄС виступати перед вищими судами та здійснювати функції, пов'язані зі складенням актів про управління майном померлої особи або про встановлення або перенесення права власності на нерухоме майно.
Відповідно до Директиви 98/5/WE, адвокат, який бажає практикувати в іншій державі ЄС, як та в якій він отримав повноваження, повинен зареєструватися в відповідних органах приймаючої країни (стаття 3).
Також, відповідно до статті 5 Директиви 77/249, приймаюча країна може вимагати, щоб адвокат був представлений згідно з місцевими звичаями та засадами голові відповідного суду, чи голові відповідної корпорації (ради) адвокатів у приймаючій країні.
Другий варіант здійснення професії адвоката на території іншої країни ЄС, як країна походження передбачає інтеграцію адвоката з адвокатурою приймаючої країни.
Можливості інтеграції присвячено зміст статті 10 Директиви 98/5/WE, відповідно до котрої адвокат, що практикує на підставі професійного звання, який дійсно та постійно протягом трьох років на території приймаючої країни здійснював професійну діяльність, що стосувалася права цієї приймаючої країни або права ЄС, звільняється від виконання вимог, передбачених статтею 4 (1) (b) Директиви № 89/48/EEC [Архівовано 23 червня 2012 у Wayback Machine.](англ.) від 21 грудня 1988 р. Оцінка того, чи адвокат дійсно та постійно практикував в приймаючій країні, а також оцінка його готовності до продовження професійної діяльності в цій країні здійснюється шляхом проведення кваліфікаційної розмови з представниками відповідних публічних чи корпоративних (професійних) органів приймаючої країни.